# Championnats du monde de patinage artistique 1947
Navigation
Mondiaux 1939 Mondiaux 1948
Les championnats du monde de patinage artistique 1947 ont lieu du 13 au 17 février 1947 à Stockholm en Suède. 
Après sept éditions annulées de 1940 à 1946 en raison de la Seconde Guerre mondiale, les mondiaux sont organisés en Suède, un pays resté neutre pendant tout le conflit mondial et qui n'a subi aucun bombardement. 
Les participations des athlètes d'Allemagne, d'Autriche et du Japon sont interdites à toutes les compétitions sportives internationales. 

## Qualifications
Les patineurs sont éligibles à l'épreuve s'ils représentent une nation membre de l'Union internationale de patinage (International Skating Union en anglais). Les fédérations nationales sélectionnent leurs patineurs en fonction de leurs propres critères. 

## Podiums
| Épreuves                      | Or                                 | Argent                        | Bronze                              |
| ----------------------------- | ---------------------------------- | ----------------------------- | ----------------------------------- |
| Messieurs résultats détaillés | Hans Gerschwiler                   | Dick Button                   | Arthur Apfel                        |
| Dames résultats détaillés     | Barbara Ann Scott                  | Daphne Walker                 | Gretchen Merrill                    |
| Couples résultats détaillés   | Micheline Lannoy / Pierre Baugniet | Karol Kennedy / Peter Kennedy | Suzanne Diskeuve / Edmond Verbustel |

## Tableau des médailles
| Rang  | Nation      | Or | Argent | Bronze | Total |
| ----- | ----------- | -- | ------ | ------ | ----- |
| 1     | Belgique    | 1  | 0      | 1      | 2     |
| 2     | Canada      | 1  | 0      | 0      | 1     |
| 2     | Suisse      | 1  | 0      | 0      | 1     |
| 4     | États-Unis  | 0  | 2      | 1      | 3     |
| 5     | Royaume-Uni | 0  | 1      | 1      | 2     |
| Total | Total       | 3  | 3      | 3      | 9     |

## Détails des compétitions

### Messieurs
| Rang | Nom              | Nation          | Places | Points | Fig. impo. | Prog. libre |
| ---- | ---------------- | --------------- | ------ | ------ | ---------- | ----------- |
| 1    | Hans Gerschwiler | Suisse          | 7      |        |            |             |
| 2    | Dick Button      | États-Unis      | 8      |        |            |             |
| 3    | Arthur Apfel     | Royaume-Uni     | 16     |        |            |             |
| 4    | Ladislav Čáp     | Tchécoslovaquie | 20     |        |            |             |
| 5    | Per Cock-Clausen | Danemark        | 24     |        |            |             |

### Dames
| Rang | Nom                   | Nation          | Places | Points | Fig. impo. | Prog. libre |
| ---- | --------------------- | --------------- | ------ | ------ | ---------- | ----------- |
| 1    | Barbara Ann Scott     | Canada          | 10     |        |            |             |
| 2    | Daphne Walker         | Royaume-Uni     | 22     |        |            |             |
| 3    | Gretchen Merrill      | États-Unis      | 32     |        |            |             |
| 4    | Eileen Seigh          | États-Unis      | 50     |        |            |             |
| 5    | Jeannette Altwegg     | Royaume-Uni     | 53     |        |            |             |
| 6    | Janette Ahrens        | États-Unis      | 58     |        |            |             |
| 7    | Alena Vrzáňová        | Tchécoslovaquie | 61     |        |            |             |
| 8    | Bridget Shirley Adams | Royaume-Uni     | 71     |        |            |             |
| 9    | Britta Rahlen         | Suède           | 72     |        |            |             |
| 10   | Jiřína Nekolová       | Tchécoslovaquie | 80     |        |            |             |
| 11   | Jill Linzee           | Royaume-Uni     | 88     |        |            |             |
| 12   | Patricia Molony       | Australie       | 109    |        |            |             |
| 13   | Gun Ericson           | Suède           | 116    |        |            |             |
| 14   | Liv Borg              | Norvège         | 124    |        |            |             |
| 15   | Ingeborg Nilsson      | Norvège         | 138    |        |            |             |
| 16   | Leena Pietilä         | Finlande        | 143    |        |            |             |
| 17   | Kristi Linna          | Finlande        | 159    |        |            |             |
| 18   | Liisa Helanterä       | Finlande        | 160    |        |            |             |
| 19   | Harriet Pantanenius   | Finlande        | 164    |        |            |             |

### Couples
| Rang | Nom                                         | Nation          | Places | Points |
| ---- | ------------------------------------------- | --------------- | ------ | ------ |
| 1    | Micheline Lannoy / Pierre Baugniet          | Belgique        | 16     |        |
| 2    | Karol Kennedy / Peter Kennedy               | États-Unis      | 19.5   |        |
| 3    | Suzanne Diskeuve / Edmond Verbustel         | Belgique        | 25.5   |        |
| 4    | Winifred Silverthorne / Dennis Silverthorne | Royaume-Uni     | 25.5   |        |
| 5    | Britta Rahlen / Bo Mothander                | Suède           | 38     |        |
| 6    | Doris Noffke / Walter Noffke                | États-Unis      | 43.5   |        |
| 7    | Denise Fayolle / Guy Pigier                 | France          | 48     |        |
| 8    | Bela Zachova / Jaroslav Zach                | Tchécoslovaquie | 52     |        |
| 9    | Margot Walle / Allan Fjeldheim              | Norvège         | 58     |        |
| 10   | Denise Favart / Jacques Favart              | France          | 59.5   |        |
| 11   | Marit Henie / Erling Bjerkhoel              | Norvège         | 76.5   |        |